# Gacko polje
Gacko polje je veće i visoko kraško polje u Lici, Hrvatska. Kroz polje teče reka Gacka.

## Geografija
Gacko polje sa površinom od 150 km2 spada među najveća kraška polja u Hrvatskoj. Prostire se na dužini od 26 km odnosno širini 8,3 km. Dno polja nalazi se na nadmorskoj visini od 430 m što ga čini nižim u odnosu na nadmorsku visinu Ličkih polja. U polju se izdvajaju Špilničko i Ratno polje, a u Gušića, Srpskom i Švickom polju nalaze se tri različita ponora Gacke. Gacko polje nije plavljeno, sem manjih delova.
Prostor Gackog polja središte je naseljenosti i ekonomije u Lici. Gradsko središte polja je naselje Otočac.

## Istorija
Područje Gackog polja naseljeno je još u kasno bronzano doba, čemu svedoče ostaci japodskih gradina na humovima koji se izdižu u ravnici polja, naročito u okolini sela Prozor, koje se oblikovalo duž lokalnih puteva i tako čini primer nizijskog naselja. A postoji i nekoliko hramova boga Mitre u tom području.

## Ekonomija
Gacko polje čini veliki potencijal Hrvatske.
Gacka tiho izvire uz privlačne vodenice Sinca. Ovaj prirodni raritet svojom lokacijom i smeštajem rubnim delom Nacionalnog parka Plitvice čini geomorfološki i hidrološki spomenik prirode. Ekonomiju pogoduje i dobra prometna povezanost sa Zagrebom, Rijekom i Splitom.